# Zbigniew Tylczyński
Zbigniew Tylczyński – polski fizyk, profesor nauk fizycznych, nauczyciel akademicki Uniwersytetu im. Adama Mickiewicza w Poznaniu.

## Życiorys
Habilitował się w 1993 z zakresu fizyki na podstawie oceny dorobku naukowego i rozprawy o tytule Własności sprężyste i piezoelektryczne kryształów K2ZnCl4 i (NH4)2ZnCI2. Tytuł naukowy profesora nauk fizycznych został mu nadany w 2007 roku.
Pracuje jako profesor zwyczajny w Zakładzie Fizyki Kryształów Wydziału Fizyki UAM. W pracy badawczej specjalizuje się w fizyce ciała stałego. Prowadzi zajęcia dotyczące m.in. anizotropii własności fizycznych kryształów i ultradźwięków w fizyce ciała stałego.
Swoje prace publikował m.in. w "Physical Review Letters", "Acta Physica Polonica" oraz "Ferroelectrics". Jest członkiem Polskiego Towarzystwa Fizycznego.